# Hedemünden (Romeins legerkamp)
Het Romeinse legerkamp Hedemünden (Duits: Römerlager Hedemünden) lag op de Burgberg nabij het dorp Hedemünden, gemeente Hann. Münden, in de Duitse deelstaat Nedersaksen. Het kamp is tussen 11 en 9 v.Chr. gebouwd en in ieder geval tot 7 v.Chr. in gebruik geweest.

## Geschiedenis
De Romeinse generaal Drusus viel in 11 v.Chr. het gebied ten oosten van de Rijn binnen en bereikte de Wezer. Het is mogelijk, dat  hij dat jaar het kamp op de Burgberg heeft aangelegd, maar het is ook denkbaar dat hij het kamp in 9 v.Chr. heeft gebouwd tijdens zijn veldtocht die hem tot aan de Elbe bracht. Het kamp lag op een strategische locatie op een heuvel bij een oversteekplaats over de rivier de Werra, een bevaarbare zijrivier van de Wezer. Aan de overkant van de Werra is 3 kilometer in zuidwestelijke richting een kleiner kamp (Kring bij Laubach) gevonden dat mogelijk als voorpost van het grote kamp in Hedemünden fungeerde. Tevens is 5 kilometer ten noordoosten van het kamp nog een wachttoren gevonden.
Het is onduidelijk hoe lang het kamp in gebruik is geweest. Mogelijk heeft het Romeinse leger nog tot aan de nederlaag in de Slag bij het Teutoburgerwoud in 9 n.Chr. er gebruik van gemaakt. Ook is er een mogelijkheid dat het kamp nog een rol speelde tijdens de veldtocht van Germanicus in 15 en 16 n.Chr.

## Onderzoek
In de 19e eeuw werd de aarden ringwal ontdekt, maar deze werd aangezien voor een vluchtburcht uit de IJzertijd. In 1965 werd een kleine opgraving verricht, waarbij C14-datering van aangetroffen stukken houtskool leek te bevestigen dat het om een pre-Romeinse nederzetting ging. Later is echter gebleken dat deze nederzetting toevallig op de plek van het latere Romeinse kamp lag en dus niet van toepassing was op de ringwal.
Eind jaren 90 van de 20e eeuw kwamen er berichten naar buiten over Romeinse vondsten die illegaal waren opgegraven met metaaldetectors. Dit zorgde ervoor dat vanaf 1998 deskundig detectie-onderzoek naar de locatie werd verricht, waarbij Romeinse munten en metalen militaire voorwerpen - zoals een speer en tentharingen - werden gevonden. In 2003 werd begonnen met een proefopgraving in de aarden wal. Dit leverde vondsten van Romeins gereedschap en draai-aardewerk op. Verder onderzoek maakte al snel duidelijk dat men te maken had met een Romeins militair kamp dat zich over een groot gebied uitstrekte. Uiteindelijk werden er 6 kampcomplexen vastgesteld.
Van 2003 tot 2011 werden in totaal 62 locaties onderzocht. In 2018 is besloten niet meer actief opgravingen te verrichten, tenzij dit noodzakelijk wordt geacht door bodemverstoring die wordt veroorzaakt door ontwortelde bomen, activiteiten van dieren of door bosbouwactiviteiten.

## Het kamp
In het gebied zijn zes complexen geïdentificeerd. Het grootste complex - op het kaartje als I genummerd - betreft een ovaalvormig kamp van 320 bij 150 meter groot, omgeven door een gracht en een muur. Deze muur bestond uit een aarden wal met houten palissaden, diverse torens en 4 tot 5 poorten. Er zijn tevens aanwijzingen gevonden voor de aanwezigheid van voorraadschuren, barakken en het hoofdgebouw van het kamp.
Direct ten zuiden van dit grote kamp is een kleiner kamp teruggevonden dat eveneens was ommuurd. Het zat als het ware ingeklemd tussen het grote kamp en de steile heuvelrand langs de rivier.
Aan de west- en de noordzijde van het grote legerkamp zijn grote concentraties van vondsten aangetroffen. Resten van een ommuring zijn echter niet ontdekt. Wellicht gaat het hier om oefenterreinen.
Aan de oostzijde van het grote kamp liggen nog twee aaneengesloten complexen waarbij restanten van muren zijn gevonden. Het meest oostelijk gelegen complex betreft waarschijnlijk een marskamp.